# Choi Ye-na
Choi Ye-na (hangul: 최예나, Seúl, 29 de septiembre de 1999), conocida monónimamente como Yena, es una cantante, bailarina y actriz surcoreana. Quedó en cuarto lugar en la final de Produce 48, y posteriormente en 2018 debutó como miembro de Iz*One. Debutó como solista en enero de 2022 con su primer EP, Smiley.

## Primeros años
Choi Ye-na nació el 29 de septiembre de 1999 en Seúl, Corea del Sur. Es la hermana menor del actor y cantante Choi Sung-mi. Cuando era niña, le diagnosticaron linfoma.

## Carrera

### Predebut
Antes de unirse a Yuehua Entertainment fue aprendiz de Polaris Entertainment y Blockberry Creative junto a  las exmiembros de Loona Kim Hyunjin y Jeon Heejin. En 2017 fue anfitriona en el programa Cooking Class de SBS.

### 2018-2021:Produce 48, Iz* One y actividades en solitario
Desde el 15 hasta el 31 de agosto de 2018, fue representada por Yuehua Entertainment en el reality show de supervivencia Produce 48. Finalmente ocupó el cuarto lugar en el programa, y luego debutó en Iz One. El grupo debutó con el EP Color*Iz lanzado el 29 de octubre de 2018, con "La Vie en Rose" como sencillo principal.
Después de su debut con Iz*One, formó parte del reparto de Prison Life of Fools, junto a JB de Got7, Jang Do-yeon, Jeong Hyeong-don y muchos más.

### 2022-presente: Carrera en solitario
El 17 de enero de 2022, Choi Ye-na publicó su primer EP titulado Smiley junto con el sencillo principal del mismo nombre. Su segundo EP, Smartphone, fue lanzado el 3 de agosto.
El 16 de enero de 2023, Choi publicó su primer álbum sencillo Love War, y el segundo, Hate XX, el 27 de junio. Este último fue liderado por el sencillo «Hate Rodrigo», con letras refiriéndose a "celos" hacia la cantante estadounidense Olivia Rodrigo. El 7 de agosto publicó su primer sencillo japonés «Smiley», con la participación invitada de Chanmina.
El 15 de enero de 2024, Choi Ye-na lanzó su tercer EP, llamado Good Morning liderado por el sencillo del mismo nombre. En febrero, su segundo sencillo japonés, titulado «DNA», fue publicado. El 30 de septiembre fue publicado su tercer álbum sencillo, Nemonemo.
Choi publicó su cuarto EP, titulado Blooming Wings el 29 de julio de 2025 con el sencillo principal «Being a Good Girl Hurts».

## Discografía

### EP
| Título         | Detalles | Mejor posición | Ventas        |
| Título         | Detalles | COR            | Ventas        |
| -------------- | --- | -------------- | ------------- |
| Smiley         | - Lanzamiento: 17 de enero de 2022 - Discográfica: Yuehua Entertainment Korea - Formatos: CD, descarga digital, streaming Lista de canciones 1. «Before Anyone Else» 2. «Smiley» (con Bibi) 3. «Lxxk 2 U» 4. «Pretty Boys» 5. «Vacay»                                                  | 2              |               |
| Smartphone     | - Lanzamiento: 3 de agosto de 2022 - Discográfica: Yuehua Entertainment Korea - Formatos: CD, descarga digital, streaming Lista de canciones 1. «Make U Smile» 2. «Smartphone» 3. «WithOrWithOut» 4. «Lemon-Aid» 5. «U»                                                                | 3              |               |
| Good Morning   | - Lanzamiento: 15 de enero de 2024 - Discográfica: Yuehua Entertainment Korea - Formatos: CD, descarga digital, streaming Lista de canciones 1. «Good Morning» 2. «Good Girls in the Dark» 3. «Damn U» 4. «The Ugly Duckling» (미운 오리 새끼)                                         | 2              |               |
| Blooming Wings | - Lanzamiento: 29 de julio de 2025 - Discográfica: Yuehua - Formatos: CD, digital, streaming Lista de canciones 1. «Drama Queen» 2. «Being a Good Girl Hurts» (착하다는 말이 제일 싫어) 3. «Hello, Goodbye» (안녕) 4. «Anyone but You» (Plantilla:너만 아니면 돼) (con Miryo) 5. «364» | 10             | - COR: 26 292 |

### Álbumes sencillo
| Título   | Detalles | Mejor posición | Ventas        |
| Título   | Detalles | COR            | Ventas        |
| -------- | --- | -------------- | ------------- |
| Love War | - Lanzamiento: 16 de enero de 2023 - Discográfica: Yuehua Entertainment Korea - Formatos: CD, descarga digital, streaming Lista de canciones 1. «Intro: Love Is Over» 2. «Wash Away» 3. «Love War» (con Be'O)                     | 6              |               |
| Hate XX  | - Lanzamiento: 27 de junio de 2023 - Discográfica: Yuehua Entertainment Korea - Formatos: CD, descarga digital, streaming Lista de canciones 1. «Bad Hobby» 2. «Hate Rodrigo» (con Yuqi) 3. «Wicked Love»                         | 11             |               |
| Nemonemo | - Lanzamiento: 30 de septiembre de 2024 - Discográfica: Yuehua Entertainment Korea - Formatos: CD, descarga digital, streaming Lista de canciones 1. «Nemonemo» (네모네모) 2. «Sugar» (설탕) 3. «It Was Love» (그건 사랑이었다고) | 5              | - COR: 31 983 |

### Sencillos
| Título                                                                                       | Año     | Mejor posición | Álbum          |
| Título                                                                                       | Año     | COR            | Álbum          |
| Coreano                                                                                      | Coreano | Coreano        | Coreano        |
| -------------------------------------------------------------------------------------------- | ------- | -------------- | -------------- |
| «Smiley» (con Bibi)                                                                          | 2022    | 8              | Smiley         |
| «Smartphone»                                                                                 | 2022    | 119            | Smartphone     |
| «Love War» (con Be'O)                                                                        | 2023    | 71             | Love War       |
| «Hate Rodrigo» (con Yuqi)                                                                    | 2023    | 117            | Hate XX        |
| «Good Morning»                                                                               | 2024    | 178            | Good Morning   |
| «Nemonemo» (네모네모)                                                                        | 2024    | 35             | Nemonemo       |
| «Being a Good Girl Hurts» (착하다는 말이 제일 싫어)                                          | 2025    | —              | Blooming Wings |
| Japonés                                                                                      |         |                |                |
| «Smiley» (versión japonesa) (con Chanmina)                                                   | 2023    | —              | Sin álbum      |
| «DNA»                                                                                        | 2024    | —              | Sin álbum      |
| «—» indica que el lanzamiento no se posicionó en la lista o no se publicó en ese territorio. |         |                |                |

### Otras canciones en listas
| Título                                        | Año  | Mejor posición | Álbum          |
| Título                                        | Año  | COR Down.      | Álbum          |
| --------------------------------------------- | ---- | -------------- | -------------- |
| «Loser» (Jin con Choi Ye-na)                  | 2025 | 7              | Echo           |
| «Drama Queen»                                 | 2025 | 77             | Blooming Wings |
| «Hello, Goodbye» (안녕)                       | 2025 | 69             | Blooming Wings |
| «Anyone but You» (너만 아니면 돼) (con Miryo) | 2025 | 59             | Blooming Wings |
| «364»                                         | 2025 | 71             | Blooming Wings |

## Filmografía

### Series web
| Año  | Título                      | Personaje | Notas  |
| ---- | --------------------------- | --------- | ------ |
| 2021 | The World of My 17 Season 2 | Oh Na-ri  | [ 11 ] |

### Programas de televisión
| Año  | Título               | Cadena  | Notas                 | Ref.   |
| ---- | -------------------- | ------- | --------------------- | ------ |
| 2017 | Cooking Class        | SBS     | MC                    |        |
| 2018 | Produce 48           | Mnet    | Concursante           |        |
| 2019 | Prison Life of Fools | tvN     | Parte del reparto     |        |
| 2021 | Fireworks Handsome   | tvN     | MC                    | [ 12 ] |
| 2021 | King Of Mask Singer  | MBC TV  | Concursante           | [ 13 ] |
| 2021 | Exercice Restaurant  | KBS 1TV | MC especial (ep. 1-2) | [ 14 ] |
| 2021 | Game of Blood        | MBC TV  | MC                    | [ 15 ] |

### Programas web
| Año  | Título                           | Cadena  | Notas             | Ref.   |
| ---- | -------------------------------- | ------- | ----------------- | ------ |
| 2021 | Girls' High School Mystery Class | TVING   | Parte del reparto | [ 16 ] |
| 2021 | Idol Dictation Contest           | TVING   | Parte del reparto | [ 17 ] |
| 2021 | Animal Detective Yena            | YouTube | Animador          | [ 18 ] |
| 2021 | King of Sleeping Man             | YouTube | Parte del reparto | [ 19 ] |

## Premiaciones y nominaciones
| Año  | Premio                        | Categoría           | Resultado |
| ---- | ----------------------------- | ------------------- | --------- |
| 2021 | Brand Customer Loyalty Awards | Female Variety Idol | Ganador   |
| 2021 | Brand of the Year Awards      | Female Variety Idol | Ganador   |
| 2022 | Korea First Brand Awards      | Female Variety Idol | Ganador   |